# 草津町虚偽告発事件
草津町虚偽告発事件（くさつまちきょぎこくはつじけん）とは、2019年11月12日に群馬県草津町の新井祥子町議が黒岩信忠町長から性被害を受けたと告発し、後に町議が虚偽告発であったことを認めた冤罪事件である。

## 経緯
2019年11月12日、新井祥子町議（当時）が「2015年1月に町長室で黒岩信忠町長と性行為をした」という内容の電子書籍（飯塚玲児著）を配信した。その上で同月29日に新井は記者会見を開き、黒岩に「いきなりキスされ、床に押し倒された」「町に住む弱い女性の立場をもっと尊いものにするため、町長を告発することにした。最終的には町長の辞任を目指す」と主張した。当該の電子書籍では、「町長室で町長より身体を求められて肉体関係を持った」とあり、「身体を求められて嬉しい反面、不安や複雑な気持ちを感じながら、拒んだら町長の気持ちが離れてしまうので受け止めることしかできなかった」と記載されていた。出版後の記者会見やメディア取材などでは強制的な性被害を受けた旨のことを述べており、メディアによって電子書籍の内容の言及には「性交渉」、「セクハラ被害」、「性被害」などと表記の揺れがある。
黒岩は事実無根とし、新井と執筆した飯塚を名誉毀損で告訴した。また、この時点では新井が被害届を警察に提出していなかったため、黒岩は「（「性被害」が事実と主張するなら）強制わいせつ罪で訴えなさい」と反論していた。2019年12月2日の町議会本会議において、新井は本の内容を引用して、黒岩を「町長として欠格がある」と非難し、黒岩に対する不信任決議案を提出した。しかし、賛成は新井と中沢康治町議のみであり反対多数で否決された。さらに、この時の新井の発言が「議会の品位を傷つけた」として懲罰動議が発議され、新井は失職した。また、中沢も不信任決議案に際して電子書籍の内容に触れたことを問題視され、同月6日に懲罰動議において謝罪を行った。黒岩は同月16日、新井、飯塚、中沢に対する総額4400万円の慰謝料と、記事の削除、謝罪広告掲載などを求めて、前橋地裁に民事訴訟を提訴した。
2019年12月9日、新井は山本一太群馬県知事に処分の取り消しを求める審決申請書を提出した。翌2020年2月7日、群馬県は除名処分の執行を一時停止する通知を出し、新井の議席が回復した。その後、8月6日に新井の訴えが認められ正式に除名処分が取り消され、完全に復職した。
これを受け、除名処分に賛成した町議らは「新井祥子の解職を求める会」を組織し、2020年9月15日から解職請求（リコール）運動を開始した。署名集めを担う受任者として220人以上の町民が活動に参加し、収集期限である10月15日を待たずに、27日時点でリコール発議の必要数である約1795人を上回る3292人分の署名を集め、新井の解職の是非を問う住民投票が11月16日告示され、12月6日投開票で決まった。解職理由には、一連の町長に対する批判やメディアで批判を続けていることのみならず、電子書籍において草津温泉で活躍する多くの女性を貶める発言をしていたことや、居住実態がなかった嫌疑も盛り込まれた（後に住所を偽った件で前橋地検に告発が行われる）。新井は住民投票が決まったことについて「活動をする町議は経営者が多く、従業員である町民は疑問を感じていても依頼を断れない」と批判したが、12月6日の投開票では賛成が有効投票の9割以上を占める2542票で反対の208票を大きく上回り、新井は即日失職した。当日有権者数5283人（男2645人、女2638人）中、投票率は53.66％（男51.76％、女55.57％）であった。地元紙の上毛新聞は、「発端となった新井氏の告白の真偽が不明な中で、町全体を巻き込んだ騒動に対し、多くの町民が早期収束を望んだ結果と言える」「議会での新井氏の発言には疑義もあり、不信感を募らせた町民は多い。一連の騒動が議会の停滞につながったのも事実である」と評した一方で、解職請求を主導したのが黒岩卓議長らの町議であったことにリコールの本来の趣旨を違えているのではないか、として疑問も呈した。
失職した新井は「町の民主主義のため、理不尽と闘いながら黒岩町政に反対を訴えていく」と述べ、中沢と「明るい草津を創る会」を立ち上げて政治活動を続ける意向を示し、あわせて県選挙管理委員会にリコール無効の申し立てを行ったが退けられた。この決定に対し、新井は東京高裁に対して、町議らがリコールを主導したのは制度の濫用として、県選挙管理委員会の裁決取り消しを求める訴訟を起こしたが、2021年6月9日に高裁は解職請求を行うための署名運動を禁じる規定はないとし、この請求を棄却する判決を下した。新井は上告したが、同年11月22日に最高裁は原告の訴えを退ける判決を下し、失職が確定した。
2021年1月18日の町議会において、インターネット上などで「セカンドレイプの町」などと誹謗中傷を受けたとして、草津温泉のイメージを回復するための対策を求める請願を賛成多数で採択した。この請願の中では新井が未だ性被害に対して刑事・民事共に訴訟を行っていないことも問題視されていた。
2021年2月7日、中沢を代表とする「新井祥子元草津町議を支援する会」が発足した。
2021年12月13日、新井は前橋市内で記者会見し、黒岩に対する強制わいせつ容疑での告訴状を前橋地検に提出したと報告した。この告訴に対し黒岩は、同月20日に新井を虚偽告訴の疑いで告訴した。同月24日、前橋地検は新井の「強制わいせつ」の訴えに対し、黒岩を不起訴とした
2022年1月25日、町議会は「セカンドレイプの町・草津」といった誹謗中傷がインターネット上で拡散されたことによりイメージが低下したとして、「新井祥子元町議を支援する会」の会長である中沢らに対し、約550万円の損害賠償を求める名誉毀損の告訴を行った。
黒岩は「指一本触れていない」として事実無根の作り話であると訴えた。2021年には黒岩は名誉毀損と虚偽告訴の容疑で元町議を逆告訴。2022年10月31日、前橋地検は新井を名誉毀損と虚偽告訴の容疑で、飯塚を名誉毀損の容疑でそれぞれ在宅起訴した。
2022年12月7日、飯塚は自身のブログで黒岩に対して謝罪する趣旨の声明を発表。2019年に公開した電子書籍『草津温泉　漆黒の闇5』について「大きな誤りがあり、記事が誤報だと判断せざるを得ないことが判明いたしました」として販売を打ち切ることを明らかにした。
黒岩は、月刊『正論』2023年2月号（2022年12月26日発売）にて、時間湯の湯長制の廃止に伴って権益を失った勢力による事件であったと推察した。「湯長」とは時間湯という湯治の指導役であったが、活動や運営に不明朗さがあるとして黒岩が廃止を決断していた。さらに東京大学名誉教授の上野千鶴子、全国フェミニスト議員連盟（共同代表、増田薫千葉県松戸市議、前田佳子東京都八王子市議）、田嶋みづき（フラワーデモ群馬主催者代表）、山本潤（一般社団法人Spring代表理事）、作家の北原みのりの名を挙げ、フェミニストらが証拠がないにもかかわらず草津町を「セカンドレイプの町」と呼んだと批判した。
2023年11月1日、黒岩が新井、飯塚、中沢らに対して総額4400万円の損害賠償を求めた民事訴訟の口頭弁論が開かれた。ここで新井は初めて、黒岩と肉体関係があったとする電子書籍の内容や記者会見で発言した内容に虚偽があったことを認めた。
2023年12月5日、新井を支援していた一般社団法人Springは新井への支援の撤回を表明した。
2024年1月22日、前橋地裁は黒岩に対する名誉毀損の罪に問われた飯塚に懲役1年、執行猶予3年（求刑懲役1年）の判決を言い渡した。その後、この地裁判決が確定した。
2024年4月17日、前橋地裁は新井に対して275万円、飯塚には新井と連帯して110万円を黒岩に支払うよう命じた。中沢に対する請求は棄却した。新井は判決を不服として控訴したが、同年11月7日に東京高裁は、飯塚が110万円弁済した分を減額し、その他の請求を棄却し、新井に対して165万払うよう命じた。双方が期限までに上告しなかったため、高裁判決が確定した。
2024年12月18日、前橋地裁で新井の刑事裁判の初公判が行われ、新井は虚偽告訴の罪の起訴内容を認め、名誉毀損の罪は無罪と主張した。2025年6月24日、検察は「町長との面談の音声記録に性交渉やわいせつ行為をうかがわせる内容は存在せず、町長の名誉を大幅におとしめる極めて悪質なものだ」として懲役2年を求刑した。